# Загребаев, Виктор Дмитриевич
Виктор Дмитриевич Загребаев (1910—1993) — советский промышленный деятель, генеральный директор производственного объединения «Гранит», город Ростов-на-Дону, Герой Социалистического Труда (1981).

## Биография
Родился 6 января 1910 года в городе Мариуполь ныне Донецкой области Украины.
После окончания школы ФЗУ работал слесарем на Мариупольском заводе имени Ильича. В 1931 году поступил в Харьковский авиационный институт (ныне Национальный аэрокосмический университет имени Н. Е. Жуковского), по окончании которого работал инженером-технологом, заместителем начальника цеха, начальником цеха на Харьковском авиационном заводе.
С 1949 года жил и работал в Ростове-на-Дону. Являлся начальником цеха, секретарем парткома на Ростовском вертолетном заводе, секретарем Октябрьского райкома КПСС. В 1957-1961 годах – заместитель председателя Ростовского-на-Дону горисполкома. В 1961 году был назначен начальником отдела производства и кооперирования в Управление промышленности приборостроения Совета народного хозяйства Ростовского экономического административного района. 
С августа 1961 по 1986 год был директором завода, затем генеральным директором производственного объединения «Гранит», город Ростов-на-Дону. 25 лет руководил оборонным предприятием, выпускавшим радиоэлектронные приборы для войск ПВО СССР. Под его руководством объединение выполняло план по всем технико-экономическим показателям, велась реконструкция завода, вводились в производство новые изделия, строились жилые дома. За свои достижения ПО «Гранит» было награждено орденом Трудового Красного Знамени.
Кроме производственной, занимался общественной деятельностью. Был делегатом XXIV и XXV съезда КПСС, избирался депутатом Ростовского областного Совета народных депутатов.
С 1986 года Виктор Дмитриевич находился  на пенсии. Жил в Ростове-на-Дону. 
Умер 15 января 1993 года.

## Память
- На заводе «Гранит» Герою установлена памятная доска.[2]
- Имя И. М. Загребаева было присвоено одной из улиц Ростова-на-Дону.[3]

## Награды
- Указом Президиума Верховного Совета СССР от 10 марта 1981 года Загребаеву Виктору Дмитриевичу было присвоено звание Героя Социалистического Труда с вручением ордена Ленина и золотой медали «Серп и Молот».
- Также был награжден вторым орденом Ленина (1971), орденами Октябрьской Революции (1974), Трудового Красного Знамени (1966), Знак Почета (1957) и Красной Звезды (1945), а также медалями.